# Hypoplexia
Hypoplexia is een geslacht van vlinders van de familie Uilen (Noctuidae).

## Soorten
- H. algoa (Felder & Rogenhofer, 1874)
- H. conjuncta Hampson, 1908
- H. externa (Walker, 1857)
- H. melanica Hampson, 1911
- H. mictochroa Hampson, 1920
- H. palliata Warren, 1914
- H. varicolor (Warren, 1914)